# ボリジー
座標: 北緯32度45分50秒 西経88度1分33秒 / 北緯32.76389度 西経88.02583度

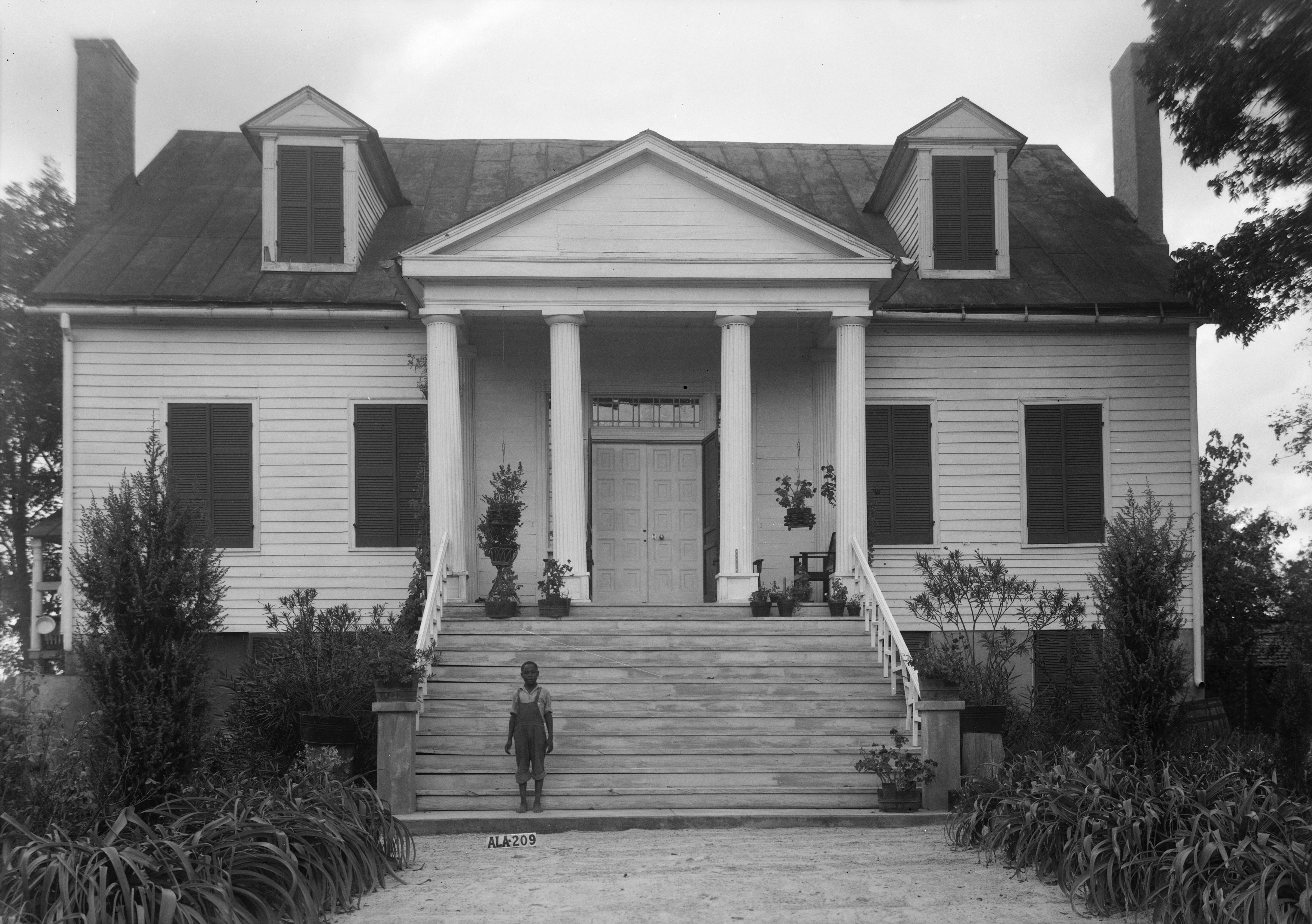
ボリジー・ヒル

ボリジー (Boligee) は、アメリカ合衆国アラバマ州グリーン郡の町である。人口369人（2000年）。
1840年築のプランテーションハウスで国家歴史登録財の「ボリジー・ヒル (Boligee Hill)」が現存する。